# Агрокультура (Татарстан)
Агрокульту́ра — посёлок в Чистопольском районе Республики Татарстан Российской Федерации. Входит в состав Чистопольского сельского поселения.

## География
Посёлок находится в 9 километрах к юго-западу от города Чистополь.

## История
Основан в 1920-х годах. Входил в состав Галактионовской волости Чистопольского кантона ТАССР. С 10 августа 1930 года в Чистопольском районе.

## Население
| 1938 | 1938 | 1949 | 1958 | 1970 | 1979 | 2002 |
| ---- | ---- | ---- | ---- | ---- | ---- | ---- |
| 58   | ↗142 | ↘114 | ↘69  | ↘50  | ↘30  | ↘1   |